# 요넥스
요넥스(일본어: ヨネックス, Yonex, 도쿄: 7906)는 일본 도쿄도에 본사가 있는 스포츠 용품 제조업체이다. 이 회사는 1946년에 창립하였으며, 현재 배드민턴, 테니스, 골프 관련 용품을 제작하고 있다.

## 역사
요넥스는 1946년, 요네야마 미노루가 설립하였다.
1957년, 요네야마는 다른 브랜드를 위한 배드민턴 라켓을 제조하기 시작했다. 1961년, 최초의 요네야마 브랜드 라켓을 선보였으며, 그로부터 2년 내에 전 세계 배급을 위한 수출 기업이 설립되었다.
1994년, 모회사가 도쿄 증권거래소에 등재되었다.

## 배드민턴
배드민턴업계에서는 명실상부한 1위 용품이다.배드민턴 라켓에는 나노레이,듀오라,아크 세이버,아스트록스,나노플레어,gr시리즈,볼트릭 등이 있다.